# Lithocarpus carolinae
Lithocarpus carolinae là một loài thực vật có hoa trong họ Cử. Loài này được (Skan ex Dunn) Rehder mô tả khoa học đầu tiên năm 1919.